# U 118 (U-Boot, 1918)
U 118 war ein Minenleger-U-Boot des Typs UE II der Kaiserlichen Marine, das in den letzten Monaten des Ersten Weltkriegs zum Einsatz kam.

## Geschichte
U 118 entstand auf der Werft der AG Vulcan in Hamburg unter der Baunummer 92. Das Boot lief am 23. Februar 1918 vom Stapel und konnte am 8. Mai 1918 unter dem Kommando von Kapitänleutnant Herbert Stohwasser in Dienst gestellt werden. Es gehörte zur auf Helgoland und in Brunsbüttel stationierten I. U-Flottille unter Korvettenkapitän Wilhelm Pasquay. Bis Kriegsende unternahm U 118 noch eine Feindfahrt und konnte während dieser zwei Schiffe mit zusammen 10.439 BRT versenken.
Nach dem Ende des Krieges musste U 118 an die Siegermächte ausgeliefert werden. Das Boot wurde am 23. Februar 1919 an Frankreich übergeben und im Juli 1921 in Brest abgewrackt. Die öfters mit U 118 in Verbindung gebrachte Strandung eines U-Boots vor Hastings am 15. April 1919 betraf tatsächlich UB 118.